# Schwarzach, Bayern
Schwarzach är en köping (Markt i Landkreis Straubing-Bogen i Regierungsbezirk Niederbayern i förbundslandet Bayern i Tyskland.
Köpingen ingår i kommunalförbundet Schwarzach tillsammans med kommunerna Mariaposching, Niederwinkling och Perasdorf.